# أوفسيغن
أوفسيغن [ˈaʊ̯fˌzeːəʁɪn] رتبة حارسات في معسكرات الاعتقال النازية خلال الهولوكوست. من بين 55000 حارس خدم في معسكرات الاعتقال النازية، كانت هناك حوالي 3700 امرأة. في عام 1942، وصلت أولى الحارسات إلى أوشفيتز وماجدانيك من رافينسبروك. في العام التالي، بدأ النازيون بتجنيد النساء بسبب نقص الحراس الذكور. عنوان الألماني لهذا المنصب، Aufseherin (أنثى) المشرفة أو السجانة. في وقت لاحق وزعت حارسات إلى بولزانو (1944-1945)، Kaiserwald ريغا (1943-1944)، ماوتهاوزن (مارس-مايو 1945)، شتوتهوف (1942-1945)، Vaivara  (1943-1944)، فوجت (1943 -1944)، وفي معسكرات الاعتقال النازية الأخرى، والمعسكرات الفرعية، ومعسكرات العمل، ومعسكرات الاعتقال، إلخ.

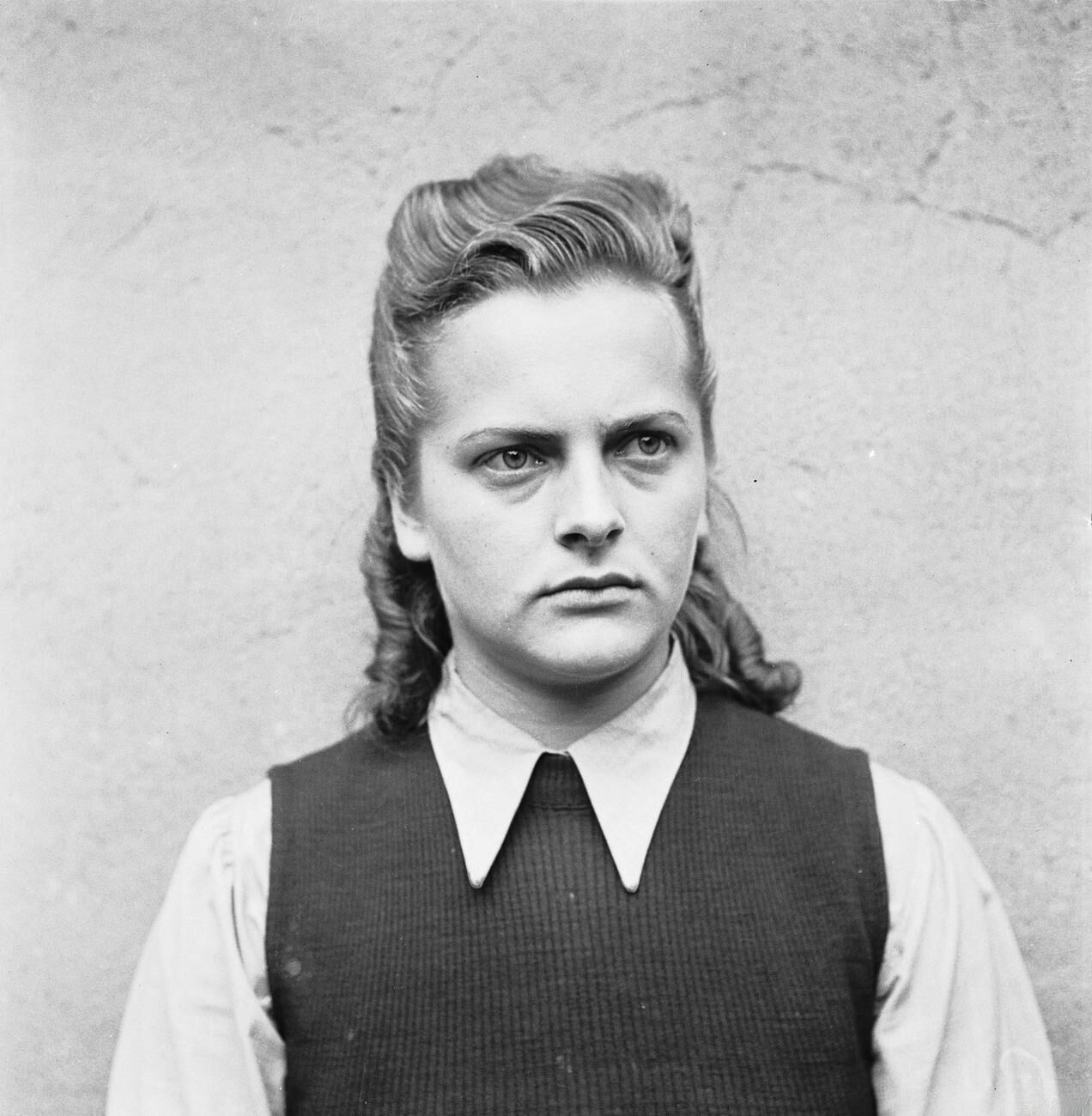
Mugshot من حارس بيرغن بيلسن إيرما جريس

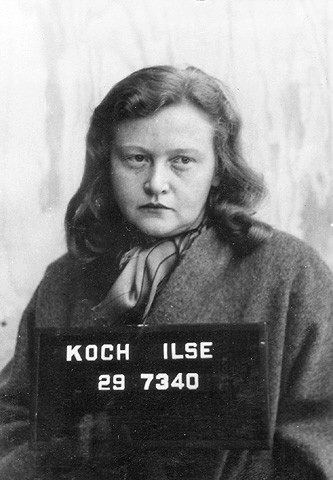
إلسي كوخ

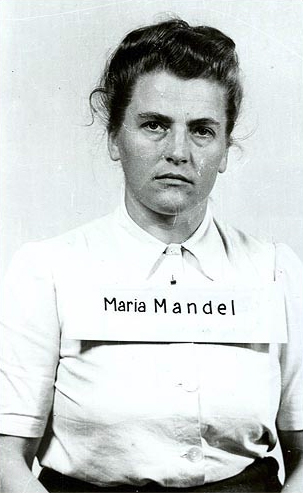
ماريا ماندل في أوشفيتز

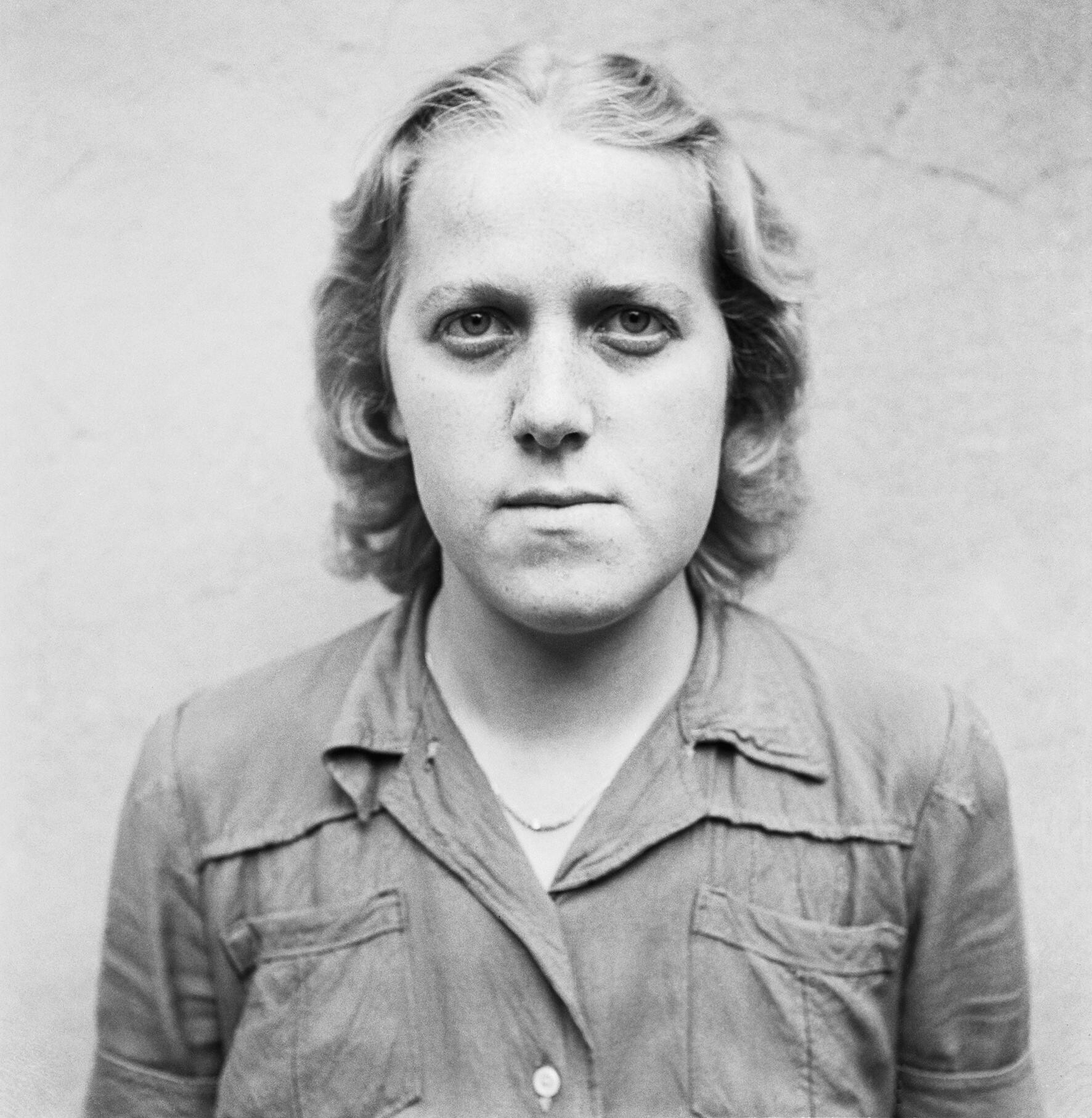
هيرتا بوث ، في تسيله في انتظار المحاكمة، أغسطس 1945

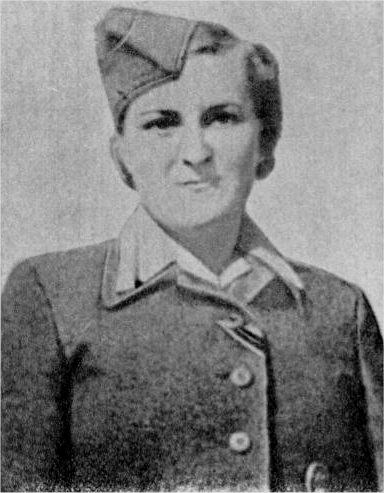
هيرمين براونشتاينر

## تجنيد
كانت الحارسات عمومًا من الطبقة الدنيا إلى الطبقة الوسطى ولم يكن لديهن خبرة عملية ذات صلة؛ تنوعت خلفيتهم المهنية: يذكر أحد المصادر الرعاة السابقين، أو مصففي الشعر، أو عربات الترام، أو مغنيات الأوبرا، أو المعلمات المتقاعدات.  تم تجنيد المتطوعين من خلال الإعلانات في الصحف الألمانية التي تطلب من النساء إظهار حبهن للرايخ والانضمام إلى SS-Gefolge ("SS-Retinue" ، وهي منظمة دعم وخدمة شوتزشتافل (SS) للنساء). بالإضافة إلى ذلك، تم تجنيد البعض بناءً على البيانات الموجودة في ملفات SS الخاصة بهم. عملت رابطة الفتيات الألمانيات كوسيلة لتلقين العديد من النساء.  في إحدى جلسات الاستماع التي تلت الحرب، زعمت أوبراوفسيرين هرتا هاس-بريتمان-شميت، رئيسة المشرفين، أن حراسها لم يكن من النساء الكاملات في قوات الأمن الخاصة. وبالتالي، في بعض المحاكم كان هناك خلاف حول ما إذا كانت SS-Helferinnen المستخدمة في المخيمات أعضاء رسميين في SS، مما أدى إلى قرارات محكمة متضاربة. ينتمي العديد منهم إلى فافن إس إس وفيلق SS-Helferinnen.  